# Kawajima, Saitama
Kawajima (川島町 Kawajima-machi) là thị trấn thuộc huyện Hiki, tỉnh Saitama, Nhật Bản. Tính đến ngày 1 tháng 10 năm 2020, dân số ước tính thị trấn là 19.378 người và mật độ dân số là 470 người/km2. Tổng diện tích thị trấn là 41,63 km2.

## Địa lý

### Đô thị lân cận
- Saitama
  - Kawagoe
  - Higshimatsuyama
  - Ageo
  - Okegawa
  - Kitamoto
  - Sakado
  - Yoshimi

## Giao thông

### Cao tốc/Xa lộ
- Ken-Ō Expressway
- Quốc lộ 254

### Sân bay
- Sân bay Honda